# Sibaviatrans
Sibaviatrans (En ruso: Сибирская Авиатранспортная Компания) Fue una aerolínea rusa basada en Krasnoyarsk, al norte de Rusia. Operaba vuelos regulares y chárter de carga y pasajeros desde su base principal, el Aeropuerto de Krasnoyarsk-Yemelyanovo, ofrecía servicios a destinos nacionales e internacionales utilizando una larga gama de aviones y helicópteros de manufactura. La aerolínea dejó de existir en septiembre de 2008 con la quiebra de AirUnion, la cual era la propietaria de la compañía.

## Historia
La compañía fue fundada en 1995 tras la disolución de la división de Aeroflot en Krasnoyarsk. La compañía operaba inicialmente tres Tupolev Tu-154 y un Antonov An-74. En 2001 la aerolínea sumo a la flota dos Tu-154M adicionales, además de ocho Antonov An-24 y dos Antonov An-32. En 2004 la aerolínea pasó a ser parte de AirUnion, la primera alianza de transportistas aéreos enteramente rusa, añadiendo a su flota dos Tupolev Tu-134 y dos Yakovlev Yak-40, uno de estos Yak-40 era una versión de carga. En 2008 AirUnion se declaró en bancarrota, empezando a cerrar sus aerolíneas, Sibaviatrans fue la primera; le siguieron Domodedovo Airlines y Omskavia, finalmente, en septiembre de 2008 AirUnion dejó de existir, dejando de existir las dos compañías restantes de la alianza; KrasAir y Samara Airlines.

## Destinos
Al momento del cierre de la aerolínea, se operaban los siguientes destinos:
- Barnaul

- Bratsk

- Dikson

- Ekaterimburgo

- Igarka

- Irkutsk

- Játanga

- Kémerovo

- Krasnoyarsk

- Norilsk

- Novosibirsk

- Omsk

Anteriormente la aerolínea operó muchos más destinos, pero debido a la crisis sufrida por la alianza, los destinos se redujeron drásticamente en los últimos meses de existencia de la aerolínea.

## Flota
Al momento del cierre de la aerolínea, esta operaba los siguientes equipos:
- 8 Antonov An-24

- 1 Antonov An-32

- 6 Tupolev Tu-134

- 2 Tupolev Tu-154

- 2 Yakovlev Yak-40-Uno de estos era carguero.[5]

### Helicópteros
- 1 Bell 407

- 9 Mil Mi-8

### Flota Retirada
- 1 Antonov An-74

- 2 Tupolev Tu-154A